# Прогрес (Біжбуляцький район)
Прогре́с (рос. Прогресс, башк. Прогресс) — присілок у складі Біжбуляцького району Башкортостану, Росія. Входить до складу Каменської сільської ради.
Населення — 13 осіб (2010; 34 в 2002).
Національний склад:
- росіяни — 41 %
- мордва — 38 %